# Albert Coppieters
Albert Joseph Bernard Ghislain Coppieters (Brugge, 19 augustus 1741 - 2 april 1832) was een Zuid-Nederlands edelman, hoofd van een van de familietakken van de West-Vlaamse familie Coppieters.

## Levensloop
Albert Coppieters was een zoon van Jean-Baptiste Coppieters 't Wallant en van Thérèse van Steelant. Zijn vader was eerste schepen en thesaurier van de stad Brugge.
In 1762 promoveerde hij tot licentiaat in de rechten aan de universiteit van Leuven.
Hij trouwde in 1777 met Sabine van Zuylen van Nyevelt (1756-1822). Zij was de zus van Isabelle van Zuylen van Nyevelt (1749-1819), die trouwde met zijn broer Jean-Baptiste Coppieters 't Wallant (1732-1787). Ze kregen twaalf kinderen en van de vijf jongens was er slechts één die de naam verderzette.
In 1792, hij was toen eenenvijftig, werd hij voor het eerst schepen en burgemeester van het Brugse Vrije, toen de periode van de Oostenrijkse Nederlanden ten einde liep. Toen de Franse troepen in november 1792 West-Vlaanderen veroverden, werden nieuwe besturen aangesteld. Albert Coppieters werd een van de veertig vertegenwoordigers in de tijdelijke assemblee van het Vrije. Hij werd ook verkozen in de provinciale assemblee. Dit duurde niet langer dan een paar weken, want deze assemblees waren allesbehalve republikeinsgezind en werden afgedankt. Begin maart 1793 verdwenen de Franse troepen. Na de terugkeer van de Oostenrijkers werd hij opnieuw burgemeester van het Vrije, maar in juni nam hij ontslag ten voordele van zijn neef Jean-Baptiste Coppieters de Brameries. Toen de Fransen in mei-juni 1794 opnieuw Brugge veroverden, vluchtte hij met zijn gezin naar Antwerpen. Zijn woning in de stad, De Gouden Poorte in de Vlamingstraat, en zijn kasteel 'Mon Plaisir' in Sint-Andries werden geplunderd. Coppieters keerde weldra terug, herstelde de schade, en leefde voortaan teruggetrokken. Hij had voldoende werk met het beheren van zijn goederen. Bij zijn overlijden bezat hij meer dan 500 ha eigendommen, met heel wat gebouwen.
In 1822 werd Albert, zoals andere leden van de familie Coppieters, onder het Verenigd Koninkrijk der Nederlanden in de erfelijke adel erkend.

## Afstammelingen
- Anselme Coppieters (1791-1831) was de enige van de twaalf kinderen van Albert Coppieters die voor nageslacht zorgde. Hij promoveerde tot licentiaat in de rechten in 1817 en trouwde in 1820 met Marie-Anne van Ockerhout de ter Zaele (1786-1821). Na haar dood trouwde hij met haar nicht Adelaïde van Ockerhout († 1850).
  - Vincent Coppieters (1821-1872) trouwde met Mathilde Kervyn (1819-1872) en hield zich vooral bezig met het beheren van zijn goederen. Bij zijn dood bezat hij duizend ha grond en verschillende kastelen en huizen. Hij behoorde in 1830 tot de oprichters van de revolutionaire 'Jagers Verkenners van Brugge'. Het echtpaar kreeg zeven kinderen.
    - Leon Coppieters (1855-1931), trouwde met Claire Ruffo de Bonneval de la Fare (1857-1923). Ze kregen negen kinderen.
      - Joseph Coppieters (1881-1960) werd afdelingshoofd bij het provinciaal bestuur van West-Vlaanderen en was kabinetschef van de gouverneur. Hij heeft vooral bekendheid vanwege zijn uitgebreide maar ongepubliceerde dagboeken over het leven in Brugge (en in Loppem) tijdens de Eerste en de Tweede Wereldoorlog.
        - Thierry Coppieters (1920-2009) trouwde met Fanny de Spirlet (1921-2010). Met afstammelingen tot heden.

      - Albert Coppieters (1884-1952) trouwde met Irma van Caloen (1892-1972). Met afstammelingen tot heden.
      - Etienne Coppieters (1887-1968) trouwde met Berthe de Wolff de Clairbois (1888-1970). Met afstammelingen tot heden.
      - Georges Coppieters de ter Zaele (1893-1983) trouwde met Jeanne de Halleux (1894-1974). Hij vocht tijdens de Eerste Wereldoorlog en bereikte de graad van majoor. Hij kreeg machtiging de ter Zaele aan de familienaam te mogen toevoegen en ontving in 1966 de riddertitel, overdraagbaar bij eerstgeboorte.
        - Emmanuel Coppieters de ter Zaele (1925-1993). Met afstammelingen tot heden.

    - Paul Coppieters (1862-1938), burgemeester van Sint-Andries. Met afstammelingen tot heden.